# Найдовша соломинка
«Найдовша соломинка» (рос. Самая длинная соломинка) — радянський художній фільм режисера Дзідри Рітенберги, знятий на Ризькій кіностудії у 1982 році.

## Сюжет
Перший післявоєнний рік. У невеликому містечку з'являється незнайомець, який наполегливо намагається знайти людину, відому йому на ім'я Лис. Незабаром він виходить на кероване обережним конспіратором Франциском підпілля і розповідає тому про причини своєї появи. За словами молодої людини, він виконує доручення пані Мурської, яка заховала у схованці, напередодні втечі за кордон, сімейні коштовності. Попутно він натякає, що має повноваження для переговорів з учасниками опору і є довгоочікуваним емісаром від іноземних спецслужб. Сам Франциск не схильний довіряти загадковому зв'язковому. У нього є інформація, що новоприбулий підозріло схожий на вбитого фашистами чотири роки тому сина місцевого доктора Юріса Вілкса.

## У ролях
- Георгій Тараторкін — Юріс Вілкс (Забелла)
- Світлана Смирнова — Вероніка
- Альгіс Матульоніс — Франциск
- Ольгерт Кродерс — Едвардс Вілкс
- Едгар Лієпіньш — Леопольд Мурський
- Еугенія Плешкіте — Юшкене
- Петеріс Криловс — Юшка
- Сергій Юдін — Філіпп
- Юріс Лавіньш — Антс
- Болеслав Руж — Казимир
- Улдіс Думпіс — Одноокий
- Вікторас Плют — майор
- Хельмут Калниньш — зв'язковий
- Юріс Стренга — австрієць
- Володимир Жук — ксьондз

## Знімальна група
- Автори сценарію: Григорій Канович, Саулюс Шалтьоніс
- Режисер-постановник: Дзідра Рітенберга
- Оператор-постановник: Гвідо Скулте
- Художник-постановник: Улдіс Паузерс